# Боржомский муниципалитет
Боржо́мский муниципалитет (груз. ბორჯომის მუნიციპალიტეტი borǰomis municipʼalitʼetʼi) — муниципалитет в Грузии, входящий в состав края Самцхе-Джавахетия. Находится в центре Грузии, на территории исторических областей Тори и западной Триалети. Административный центр — Боржоми.

## История
Боржомский район был создан в 1929 году в составе Горийского округа. До этого его территория входила в состав Горийского уезда. С 1930 года в прямом подчинении Грузинской ССР. В 1951—1953 годах входил в состав Тбилисской области. 2 января 1963 года был упразднён, территория включена в состав Хашурского района. 23 декабря 1964 года Боржомский район был восстановлен.

## География
На территории муниципалитета находятся следующие озёра: Кахиси-Тба, Табацкури, Церос-Тба и др.

## Население
По состоянию на 1 января 2018 года численность населения муниципалитета составила 25 240 жителей, на 1 января 2014 года — 31,4 тыс. жителей.
Согласно переписи 2002 года население района (муниципалитета) составило 32 422 чел. По оценке на 1 января 2008 года — 31,7 тыс. чел.
| Грузины       | 27 301 | 84,21 %  |
| Армяне        | 3124   | 9,64 %   |
| Осетины       | 719    | 2,22 %   |
| Русские       | 585    | 1,80 %   |
| Греки         | 540    | 1,67 %   |
| Украинцы      | 75     | 0,23 %   |
| Азербайджанцы | 24     | 0,07 %   |
| Абхазы        | 10     | 0,03 %   |
| Езиды         | 1      | 0,00 %   |
| всего         | 32 422 | 100,00 % |

| Грузины       | 21 990 | 87,21 %  |
| Армяне        | 2176   | 8,63 %   |
| Осетины       | 338    | 1,34 %   |
| Греки         | 293    | 1,16 %   |
| Русские       | 277    | 1,10 %   |
| Украинцы      | 88     | 0,35 %   |
| Азербайджанцы | 16     | 0,06 %   |
| Евреи         | 5      | 0,02 %   |
| другие        | 31     | 0,12 %   |
| всего         | 25 214 | 100,00 % |

## Достопримечательности
По территории муниципалитета проходит узкоколейная железная дорога Боржоми — Бакуриани, Успенский храм XII века Тимотесубани, Зелёный монастырь Святого Георгия.

## Административное деление
Территория муниципалитета разделена на 12 сакребуло: 1 городское, 3 поселковых, 7 общинных и 1 деревенское.